# Пореска управа САД
Пореска управа САД (енгл. Internal Revenue Service, IRS), „Служба унутрашњих прихода” је пореска служба федералне власти Сједињених Америчких Држава. Владина агенција је огранак Министарства финансија и ради под директном ингеренцијом комесара унутрашњих прихода. Пореска управа је одговорна за прикупљање пореза и примену Закона о порезу. Она такође надзире различите програме социјалне помоћи и примењује део Закона о приступачној здравственој заштити.
Први порез је наплаћен 1862. године, са циљем прикупљања средстава за финансирање трошкова Америчког грађанског рата, са стопом од 3%. Данас пореска управа прикупља више од 2,4 билиона долара сваке фискалне године. Она обрађује око 234 милиона пореских пријава годишње.
Према подацима за 2018. год, забележено је смањење броја запослених за 15 процената, укључујући смањење броја службеника за спровођење закона за више од 25 процената. Ипак, у фискалној 2023. години агенција је обрадила више од 271,4 милиона пореских пријава, укључујући више од 163,1 милион пријава пореза на доходак физичких лица.
Поред прикупљања прихода и гоњења пореских превара, Пореска управа издаје административне одлуке, као што су решења о приходима и решења приватних писама. Осим тога, служба објављује Билтен унутрашњих прихода, који садржи разне изјаве Пореске управе. Правни надзор регулаторних аката и решења о приходима омогућава пореским обвезницима да се ослоне на њих.
Као и код свих административних одлука, порески обвезници понекад оспоравају законитост решења, а судови повремено проглашавају неко правило неважећим у случајевима када је агенција прекорачила своје овлашћења. Пореска управа такође издаје званичне изјаве, познате као Процедуре остварења прихода.
Пореска управа користи тест сталног пребивалишта како би утврдила да ли се држављанин САД или страни резидент може сматрати сталним становником друге земље или земаља током континуираног периода који обухвата целу пореску годину.
Поред горенаведених процедура, Пореска управа се такође бави званичним прописивањем како би дала сопствено званично тумачење закона или када сам закон прописује да се министар финансија бави таквим прописивањем.
Пореском управом тренутно руководи Данијел Верфел, који је постао комесар унутрашњих прихода 13. марта 2023. године. Он је заменио Дагласа О'Донела, који је био вршилац дужности комесара унутрашњих прихода након што је мандат Чарлса П. Ретиха на месту комесара завршен 12. новембра 2022. године.